# 몬태나 주립 대학교
몬태나 주립 대학교(영어: Montana State University)는 줄여서 MSU로 알려진 미국 몬태나주의 공립 대학교이며, 몬태나 대학교 시스템의 몬태나 주립 대학교 시스템 가운데 가장 큰 캠퍼스를 가지고 있다.

## 역사
몬태나주는 1889년 11월 8일 미국의 주가 되었다. 당시 보즈먼을 포함한 여러 도시들이 주도가 되기 위한 경쟁을 펼쳤고, 결국 헬레나가 주도가 됐다. 주 의회는 위안책으로 보즈먼에 랜드그랜트 주립 대학교를 설립하기로 동의했다. 몬태나 주립 대학교는 1893년 몬태나주 농업 대학으로 설립됐고, 2월 16일 학교를 열었으며 개교 당시에는 5명의 남학생과 3명의 여학생이 있었으며 교수도 두 명 뿐이었으나 차츰 늘려나갔다. 1905년 총장직에 오른 경제학자 제임스 M. 해밀턴은 대학교를 공과 대학교로 키우기 위해 생물학과 화학, 기계공학, 지질학, 물리학과 같은 과목을 개설했다. 또한 1913년 교명을 몬태나 농업 기술학 대학으로 변경했다. 1919년 해밀턴의 뒤를 이어 총장이 된 농업 전문가 앨프리드 앳킨슨 역시 학교의 빠른 발전을 위해 노력했다. 1920년대에 학교는 몬태나 주립 대학이라는 이름으로 불렸고, 교내 운동부도 전성기를 맞이했다.
그러나 대공황 기간 동안 대학교는 침체를 겪었다. 유럽의 농장들이 제1차 세계 대전으로 인해 황폐화되자 몬태나주의 경제를 담당하던 농작물 가격이 급상승했고, 한동안 높은 가격을 유지하다가 1923년에 들어서 유럽의 농업 상황이 호전되자 미국의 농업 침체가 다가왔다. 미국의 대통령 프랭클린 D. 루스벨트는 대공황에서 벗어나기 위해 뉴딜 정책을 실시했으나, 총장 앳킨슨은 뉴딜 정책에 반대했고 결국 대학은 1930년대에 침체기에 빠졌다. 1943년 몬태나주 고등 교육 위원회는 경제학자이자 뉴딜 정책의 지지자였던 롤런드 렌을 임시 총장으로 임명했고, 1944년 정식 총장으로 취임했다. 렌은 제2차 세계 대전이 끝나면 군인들이 돌아와 대학 캠퍼스를 가득 메울 것이라고 예상했고, 즉시 추가 교원을 고용했고 임시 교실과 기숙사를 만들기 위해 전쟁용 목조 건물을 재활용했다. 그 결과 전후에 많은 학생들이 돌아왔음에도 불구하고 대학은 정상적인 운영을 할 수 있었다.
1960년대에 대학은 몬태나 주립 대학교로 이름을 바꾸었다. 1980년대에 경제적 침체기를 맞아 일부 학부를 통폐합하기도 했으나 1991년 3월 총장에 취임한 마이클 P. 말론의 재임 기간 동안 다시 빠르게 확장했다. 1993년에 대학교 100주년을 맞았다.

## 대학
몬태나 주립 대학교에는 총 9개의 단과 대학이 있다. 51개의 분야에서 학사 학위를 취득할 수 있으며, 41개의 분야에서 석사 학위를, 18개의 분야에서 박사 학위를 취득할 수 있다.

## 통계
2012년 세계 대학 학술 순위에서 몬태나 주립 대학교는 미국의 유타 주립 대학교, 독일의 빌레펠트 대학교, 대한민국의 경희대학교, 중국의 난카이 대학 등과 함께 401-500위권을 기록했고, 미국 내에서는 138-150위권을 기록했다.

## 운동부

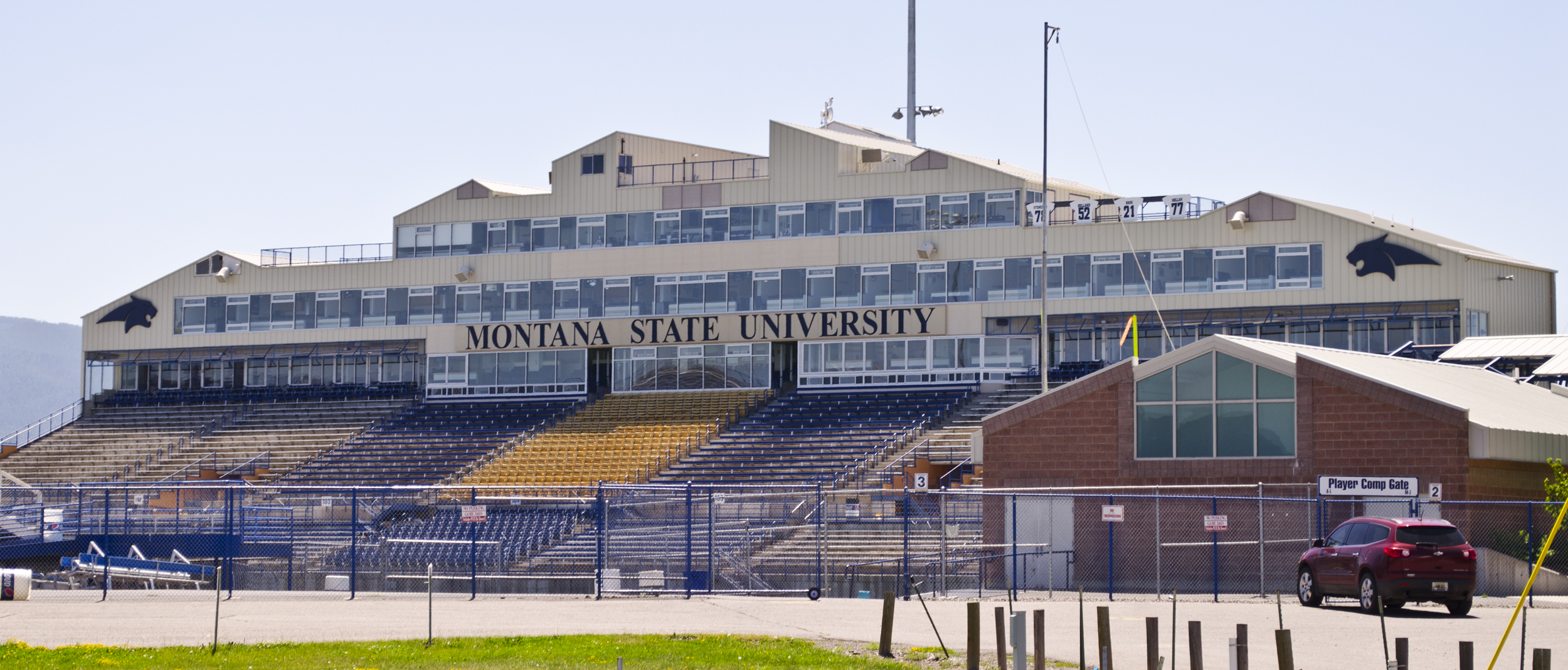
몬태나 주립 대학교의 홈 경기장인 봅캣 경기장

몬태나 주립 대학교는 전미 대학 경기 협회의 최상위 디비전인 디비전 I에서 활약한다. 운동부 별명은 봅캣츠(Bobcats, 붉은스라소니)다. 남자 운동부 팀에는 농구와 미식축구, 육상, 크로스컨트리 달리기, 스키, 로데오, 테니스가 있고, 여자 운동부 팀에는 농구와 배구, 육상, 크로스컨트리 달리기, 테니스, 골프, 로데오, 스키가 있다.